# تیم کوری
تیموتی جیمز "تیم" کوری (به انگلیسی: Timothy James "Tim" Curry) (زاده ۱۹ آوریل ۱۹۴۶) بازیگر انگلیسی است.
از فیلم‌های معروف او می‌توان به بازی در فیلم تنها در خانه ۲: گم‌شده در نیویورک، آن، سه تفنگدار، فرنگولی: آخرین جنگل بارانی، راز موناکر، کنگو، اسلحه پر ۱، گارفیلد ۲، فوت کرد، چهار سگ در حال بازی پوکر، کریسمس در سرزمین عجایب و همچنین سرنخ اشاره کرد.
در سال ۲۰۱۲ به علت سکتهٔ مغزی نیمی از بدن او فلج شد و از همان سال توانایی راه رفتن را از دست داد و از ویلچر استفاده می‌کند.